# حوضه اوراسیا

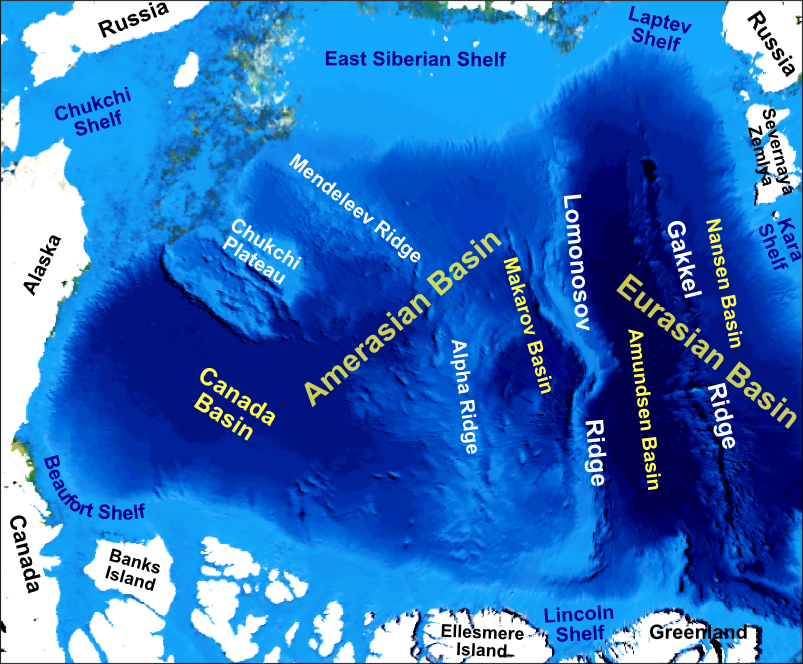
ژرفاسنجی عوارض و پدیده‌های اصلی در اقیانوس شمالگان

حوضه اوراسیا (انگلیسی: Eurasian Basin) یکی از دو حوضه اصلی تشکیل‌دهنده حوضه شمالگان در اقیانوس شمالگان است که توسط پشته لومونسف از حوضه دیگر یعنی حوضه آمراسیا جدا می‌شود. حوضه اوراسیا ممکن است به شکل ادامه اقیانوس اطلس از راه تنگه فرام دیده شود. این حوضه توسط پشته میان‌اقیانوسی گاکل به حوضه نانسن و حوضه آموندسن تقسیم می‌شود. حوضه آموندسن ژرف‌ترین حوضه در اقیانوس شمالگان است و نقطه جغرافیایی قطب شمال در آن قرار دارد.
حوضه اوراسیا به سمت جنوب با گرینلند و مجمع‌الجزایر سوالبار، پشته لومونسف و در سیبری با فلات‌قاره دریای لاپتف، دریای کارا و دریای بارنتز محدود می‌شود. بیشینه ژرفای این حوضه به ۵۴۴۹ متر می‌رسد.
گمان می‌رود منشأ حوضه اوراسیا متعلق به دوران نوزیستی است و بر اثر گسترش بستر دریا در ۶۳ میلیون سال پیش به وجود آمده‌است.